# Christian Cueva
Christian Alberto Cueva Bravo (Huamachuco, 23 de noviembre de 1991) es un futbolista peruano que juega como mediocentro ofensivo y su equipo actual es Emelec de la Serie A de Ecuador. Es internacional con la selección de fútbol del Perú desde el 1 de junio de 2011. 
Cueva surgió de las categorías juveniles de la Universidad de San Martín donde hizo su debut profesional a los 16 años. Considerado uno de los juveniles más prometedores del Perú, disputó 3 encuentros en la Copa Sudamericana 2010, ese mismo año fue elegido como uno de los mejores mediocentros ofensivos del campeonato. A mitad del 2012 fue fichado por la Universidad César Vallejo, sin embargo, fue separado poco tiempo después. En 2013, fue transferido al Unión Española de Chile, donde seis meses después, el volante logró el título del fútbol chileno tras vencer a Colo Colo. A mediados de ese año se hace oficial su traspaso al Rayo Vallecano de la Primera División de España, donde jugó a préstamo toda la temporada. Al no tener continuidad en el primer equipo, fue enviado al filial. Después de estar en España, vuelve a Perú para jugar en el Alianza Lima siendo pieza clave para el equipo blanquiazul alcanzando el subcampeonato del torneo. 
En 2015 fue transferido al Toluca y al año siguiente Cueva ficharía por el Sao Paulo, siendo una de las figuras del club brasileño. En 2018 Cueva se trasladó a Rusia para fichar por el Krasnodar por 8 millones de euros, uno de sus fichajes más caros, sin embargo, tras su poca continuidad volvió a Brasil fichando por el Santos F. C. con un contrato de 6 millones. Tras problemas con el club, en 2020 llegaría por un año al C. F. Pachuca de la Primera División de México y a mediados del mismo año fue comprado por el Yeni Malatyaspor de la liga turca, el equipo europeo fichó al jugador por 4 años; sin embargo dejó de ser incluido en la plantilla del club. A inicios del 2021, llegó al Al-Fateh S. C. de la liga de Arabia Saudita.
Con 16 goles en 100 partidos con la selección peruana, desde su debut a los 19 años, Cueva es el duodécimo goleador histórico (segundo en actividad luego de Edison Flores) y el segundo máximo asistidor de la selección, solo detrás de Roberto Palacios, siendo también, el máximo asistente en actividad con 14 pases definitorios. Así mismo, es el décimo jugador con más presencias en la historia de la selección. Ha participado en los siguientes torneos: Chile 2015 donde obtuvo la medalla de bronce y fue incluido en el once ideal de la competición; la Copa América Centenario, el mundial Rusia 2018, la Copa América Brasil 2019 (medalla de plata) y la Copa América Brasil 2021.

## Infancia e inicios

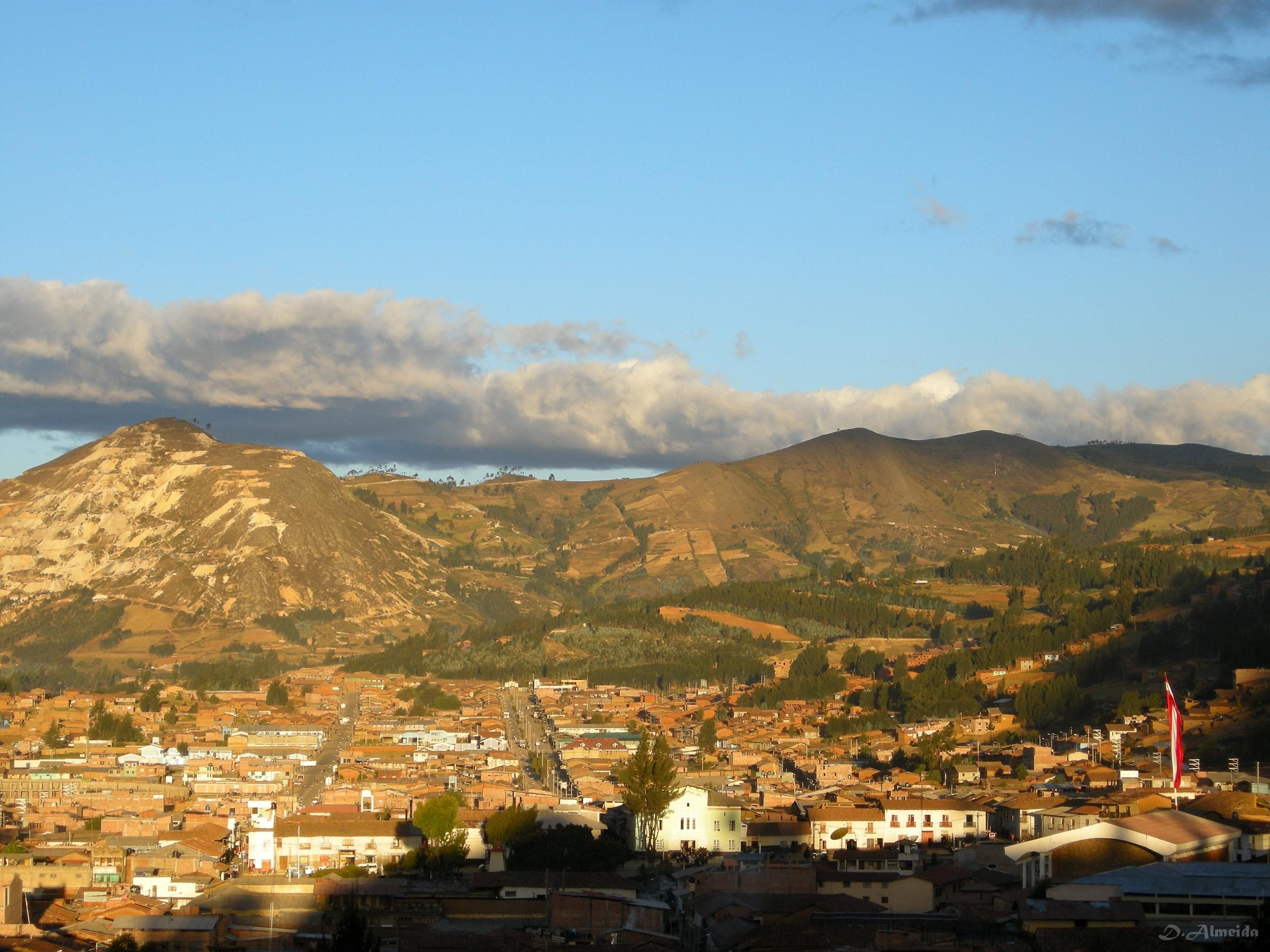
Huamachuco, ciudad natal de Cueva.

Christian Cueva nació el 23 de noviembre de 1991 en Huamachuco, una ciudad de la sierra liberteña. Es el tercer y más joven hijo del matrimonio entre Maqui Bravo Burgos, una trabajadora administrativa, y Luis Cueva de Ruiz, un exfutbolista de la Copa Perú quien jugó en la liga de Chincha.
Entre los 8 y 10 años participó en las categorías infantiles del club Cristal Trujillo con el que alcanzó la final de la Copa de la Amistad en dos ocasiones, a los 11 años fue probado en el club Alianza Lima sin éxito, y a los 13 años inició a competir de forma semiprofesional con el Racing Club de Huamachuco, en la Copa Perú, donde jugaba y trabajaba su padre. 
Un 16 de agosto de 2007, el equipo sub-20 del club limeño Universidad de San Martín llegó a Huamachuco para jugar un partido amistoso contra la selección de dicha ciudad. Esa tarde, Cueva jugó por ambos equipos y anotó 4 goles, tres con su selección y otro con San Martín; tras ello, el club decidió trasladarlo a su complejo deportivo en Santa Anita, Lima. Tras el proceso de adaptación, Cueva demostró ser pieza clave en la Universidad de San Martín con solo 16 años. En 2012 fichó por Universidad César Vallejo.

## Trayectoria

### Inicios en la Universidad San Martín (2008-2012)
Su gran desarrollo futbolístico le acabó llevando a jugar sus primeros minutos como profesional cuando contaba con 16 años de edad, en el partido del Torneo Apertura el 12 de abril de 2008 frente a la Universidad César Vallejo, siendo este su debut en Primera División en la que su equipo se perdió por 3 a 1. Sin embargo tras varios partidos anotó su primer gol en el torneo profesional a Universidad César Vallejo, el 16 de julio de 2008. Anotó un gol ante el Sport Ancash después de pocos minutos de ingresar y a poco del final del encuentro, este gol llevó a su equipo ganar 1-0; sin embargo el club oponente se quedaría con los puntos por medio de un fallo del club santo. Tras concluir el 2008 con 13 partidos Cueva terminó su primera temporada en el Perú como campeón nacional clasificando a la Copa Libertadores 2009, donde no jugó ningún partido.
En 2009 hizo su debut en el partido del Torneo Descentralizado del 28 de febrero frente al Coronel Bolognesi jugando sus primeros minutos del año en la victoria por 3-1, jugó 5 partidos más terminando el torneo en sexto lugar con 47 puntos. El 13 de setiembre jugó la primera fecha ante Total Chalaco por la segunda fase del Torneo Descentralizado donde su equipo empató 2 a 2. Marcó un gol en la victoria 5 a 0 sobre el Cienciano el 18 de octubre en el Estadio Nacional. Cueva anotó el gol de la victoria ante el FBC Melgar el 4 de noviembre en la UNSA. Para la penúltima fecha del torneo Cueva reapareció con un gol otra vez sobre el Cienciano el 29 de noviembre lo que generó que terminara en empate 1 a 1. Cueva terminó su segunda temporada en Perú perdiendo en Lima por 2 a 0 ante el Alianza Atlético; sin embargo se clasificó a la Copa Sudamericana.
Con la Universidad de San Martín disputó 3 encuentros en la Copa Sudamericana 2010, dando una asistencia en el partido de ida de la segunda ronda ante Emelec generando la victoria de su club; sin embargo en el partido de vuelta cayo goleado 5 a 0. Volviendo al torneo peruano, dio una asistencia en la victoria 3 a 1 ante Total Chalaco. Tras varios partidos, desarrollo su habilidad en el partido frente a Melgar dando una asistencia y anotando en la victoria 4 a 1. En el siguiente partido continuó su racha goleadora en el empate 2 a 2 frente al Colegio Nacional de Iquitos. Después de unos partidos, Cueva volvió al gol frente a Inti Gas en la victoria 2 a 1 y en el siguiente encuentro dio una asistencia para el empate 1 a 1 ante Juan Aurich. Tras dos partidos de su ausencia de gol, volvió a anotar en la goleada 4 a 0 frente al José Gálvez. El 7 de agosto anotó y asistió para la goleada 3 a 0 frente al Alianza Atlético de Sullana. En el siguiente partido que jugó frente al Sport Boys generando la victoria 2 a 1 dando una asistencia y clasificándose a la Copa Libertadores 2011 y tras dos derrotas seguidas se consagró campeón de la primera etapa. En la segunda etapa Cueva jugó un total de nueve partidos dando una asistencia en la victoria 3 a 1 frente al Colegio Nacional de Iquitos, tras quedar primero en la serie impar se clasificó a la tercera etapa jugando ante León Huánuco el título nacional, ganando San Martin un global de 3 a 1, Cueva ganaría su segundo título nacional con el club santo.
En 2011 tras una buena temporada siguió jugando en el cuadro limeño haciendo su debut en el año en el empate 0 a 0 frente al Cobresol. Daría una asistencia en la victoria 2 a 1 frente a la Cesar Vallejo. Con el club disputaría 5 encuentros en la Copa Libertadores 2011 siendo eliminado en fase de grupos. Volviendo al torneo peruano daría una asistencia en la derrota 3 a 1 frente al Colegio Nacional de Iquitos y tras varios partidos opacos Cueva volvería al gol frente a Alianza Lima en la victoria 4 a 0, luego de cuatro meses y medio el volante huamachuquino volvería al gol en la victoria 2 a 1 frente al Sport Huancayo. Después de unos cuantos partidos anotaría en la victoria 4 a 0 frente al Alianza Atlético y sería partícipe con un gol en la victoria 2 a 0 frente a Cienciano, su club se clasificaría a la Copa Sudamericana 2012.
En el año siguiente Cueva inicio en el club santo bajando su rendimiento tras pocos partidos iniciando el año con una derrota frente a Cienciano; sin embargo anotaría un gol en el siguiente partido en la victoria 2 a 1 frente a Sporting Cristal. Cueva después de unos partidos anotaría el gol en la victoria 2 a 1 frente a Cobresol y asistiría a Raziel García para el primer gol. En el siguiente partido sellaría el último gol en la victoria 3 a 1 ante el Sport Boys. Después de jugar aproximadamente diez partidos retornaría al gol en la victoria 3 a 2 frente a Cienciano, en el siguiente juego anotaría un gol ante José Gálvez; sin embargo, su equipo perdió 3 a 2.

#### Universidad César Vallejo
En el año siguiente, tras jugar varios partidos a mitad de año fue fichado por la Universidad César Vallejo; sin embargo, intervino en cinco partidos de los catorce que debió jugar, ya que por sus constantes indisciplinas el vicepresidente del club en aquel entonces, Richard Acuña le rescindió el contrato. Su equipo terminó tercero en el Campeonato Descentralizado 2012; sin embargo, ya no pertenecía al club.

### Único título en Chile y estancia por Rayo Vallecano (2013-2014)
En enero del 2013 se hace oficial el fichaje de Cueva al Unión Española por contrato de un año, debutando así en la derrota 2 a 1 frente al Rangers Talca el 3 de marzo del 2013. Dio su primera asistencia con el club chileno en el empate 2 a 2 frente al Ñublense tras jugar en todo el año un total de dieciséis partidos, el volante logró el título del fútbol chileno con la Unión Española, tras vencer 1-0 a Colo Colo. El equipo de Santa Laura ganó el Torneo Transición 2013 por diferencia de goles, ya que la Universidad Católica terminó con el mismo puntaje. Cueva ganaría su tercer título nacional y el primero en el exterior. Cueva concluyó su contrato con el club chileno para jugar en Rayo Vallecano ese mismo año.

#### 2013-14 y paso al segundo equipo
A mediados del 2013 después de consagrarse campeón en el fútbol chileno decide cambiarse de rumbo esta vez a España para jugar por el Rayo Vallecano. El 13 de agosto del 2013 se hace oficial mediante la página web del club su traspaso al Rayo Vallecano de la Primera División de España, donde jugó a préstamo toda la temporada 2013-14. Cueva debutó con el equipo español frente al Atlético de Madrid entrando como substituto de Alberto Perea. Cueva volvería al equipo en el empate 0 a 0 ante Real Valladolid por la Copa del Rey el 6 de diciembre del 2013. Se especulo su titularidad frente al Levante por la Copa del Rey; sin embargo fue suplente y no lo convocaron más. Al no tener mucha continuidad en el primer equipo, fue enviado al filial, donde debutó ante el Internacional de Madrid anotando un hat-trick el 9 de marzo del 2014.

### Paso por Alianza Lima (2014-2015)
Después de estar en España, vuelve al Perú para jugar en el Alianza Lima para jugar el Torneo Clausura. Anotó su primer gol ante Inti Gas por la fecha 1 del clausura. Fue una pieza clave para el equipo blanquiazul, donde destacó en la mayoría de partidos. Estuvieron a punto de ganar el Torneo Clausura pero no pudieron porque perdieron contra Sporting Cristal en la final de dicho torneo.
En 2015 no tendría un buen comienzo, tras la pretemporada en España el equipo venía con la ilusión de hacer una buena Copa Libertadores 2015 pero perdieron con Huracán de Argentina en un resultado global de 4-0. Mejoró su rendimiento en el Torneo del Inca de dicho año, logrando el subcampeonato. En mayo fue sancionado por 6 partidos tras cometer un acto de indisciplina en el partido contra Real Garcilaso. En junio, Ricardo Gareca lo convocó a la selección para disputar la Copa América donde se volvió un jugador clave convirtiéndose en uno de los jugadores revelación del torneo.

### Consagración en Toluca (2015-2016)
Tras ser considerada una gran revelación en la Copa América de Chile y formar parte del 11 ideal del torneo, fue contactado desde México. El 19 de julio de 2015 el Deportivo Toluca F. C. hicieron oficial la llegada de Cueva al equipo Escarlata del Estado de México."No llega a cualquier equipo, llega al tercer equipo más ganador de México" citaba la Prensa Peruana. Debutó oficialmente el 29 de julio en la victoria 4-2 del Toluca frente al Necaxa por la Copa Mx. El 2 de agosto debutó en el Apertura de la Liga Mx en la victoria 2 a 1 frente al Pumas. Su primer gol lo anotó de penal en el empate 1 a 1 frente al Zacatepec por el partido de ida en Copa Mx. El 13 de septiembre dio una doble asistencia en la victoria 4 a 3 frente al Pachuca, estando en el 11 ideal de Liga Bancomer MX. Su primer gol en la Liga Bancomer MX con los «Diablos Rojos» lo hace contra Xolos de Tijuana en la Fecha 11 del Apertura 2015 en una jugada individual donde logra quitarse a dos marcadores definiendo de manera perfecta marcando el 2-1 momentáneo ya que el marcador final del encuentro fue una goleada de 4-1 con arrollante triunfo de la «Escuadra Escarlata» donde fue el jugador del encuentro y figura, estando en el 11 ideal de Liga Bancomer MX. El 17 de septiembre anotó el 3 a 0 definitivo por el partido de ida en Copa Mx contra Xolos de Tijuana, en el Estadio Nemesio Díez. Continuando en la Copa Mx, Cueva dio una asistencia para la victoria 3 a 0 frente al Oaxaca por el partido de cuartos de final; sin embargo caería por la mínima ante las Chivas de Guadalaja y sería eliminado. Cueva dio una asistencia en la victoria 3 a 1 ante Monterrey por la última fecha de la Liga Mx posicionándose segundo en la tabla de cocientes. Cueva participó de las Liguillas con Toluca perdiendo en las semifinales ante Pumas, clasificando a la Copa Libertadores 2016.
Para el Clausura el 10 de enero del 2016 en la victoria 1 a 0 frente al Tigres. Para la siguiente ronda Cueva marcaría un gol en la derrota 3 a 2 frente al Pumas. Durante la Copa Libertadores 2016, Cueva debutaría en la victoria 2 a 0 frente al Gremio el 18 de febrero. Volviendo al Clausura daría una asistencia en la derrota 3 a 2 ante el Chiapas. El 11 de marzo por la Copa Libertadores dio una asistencia en la victoria 2 a 1 frente a la LDU Quito clasificándose a octavos y siendo elegido el jugador del partido. Solo unos días después anotaría un gol en la victoria 3 a 0 frente al Dorados de Sinaloa. Después de clasificarse a la siguiente fase de la Copa Libertadores su equipo se enfrentaría contra el Sao Paulo FC, Cueva demostraría su desempeño impresionando a Edgardo Bauza, técnico del equipo brasileño, quien pediría su fichaje para la siguiente temporada.

### Sao Paulo
El 2 de junio de 2016, fue anunciado como nuevo jugador del São Paulo por alrededor de 8 millones de reales pagados al Toluca. Hizo su debut el 29 de junio, en una victoria por 2-1 sobre Fluminense, en Estadio Morumbi. Marcó su primer gol el 17 de julio, en el derbi ante el Corinthians, en el Arena Corinthians, tras sufrir el penalti y convertir el gol. En el partido contra el Chapecoense, anotó los dos goles para São Paulo en un empate 2-2. El 21 de agosto, en un partido contra el Internacional, en el Beira-Rio, marcó un gol de penalti, en el empate 1-1. En el clásico contra el Corinthians, para la 34.ª ronda del Campeonato Brasileiro, anotó un gol y dio tres asistencias en la goleada 4-0.
Marcó su primer gol en la temporada 2017 en una derrota por 5-2 sobre Ponte Preta, en el Campeonato Paulista. En la siguiente ronda, dio una asistencia y volvió a anotar en la victoria por 3-1 en el derbi contra el Santos, en Vila Belmiro. El 22 de febrero, marcó el gol de la victoria contra São Bento por 3-2. Debido a sus buenas actuaciones, renovó su contrato con São Paulo hasta 2022. El 17 de septiembre, en juego contra el Vitória, para la ronda 24 del Campeonato Brasileño, marcó un gol olímpico, dando a São Paulo la victoria 2-1. También fue el séptimo gol olímpico en la historia del club.
En la temporada 2018 jugó su primer partido en la segunda ronda del Campeonato Paulista, entrando como substituto contra Grêmio Esportivo Novorizontino, en un juego que terminó en un empate a 0-0. Días después, se negó a viajar a Mirassol para enfrentarse a la selección local, debido a la negativa del São Paulo a una propuesta de Al-Hilal, de Arabia Saudita. Como resultado, no estuvo relacionado con el derbi contra el Corinthians, y también con el partido de debut de São Paulo por la Copa de Brasil, contra Madureira. Después de ser excluido durante tres partidos, a instancias de la directiva, volvió a aparecer en la lista para el partido contra el Botafogo, para la quinta jornada del Paulistão. Contra el Botafogo, comenzó el juego en el banquillo, ingresando después del descanso y anotando su primer gol de la temporada, convirtiendo de penalti en una victoria por 2-0. Tras la salida de Dorival Júnior y la llegada de Diego Aguirre, acabó perdiendo espacio en el equipo, iniciando sólo dos partidos bajo el mando uruguayo. Jugó su último partido el 9 de mayo, en el partido de vuelta ante Rosario Central por la Copa Sudamericana, ingresando al transcurso del partido y siendo expulsado, tras golpear al rival. Tras el partido, el director de fútbol Raí confirmó la salida de Cueva al Mundial.

### Krasnodar

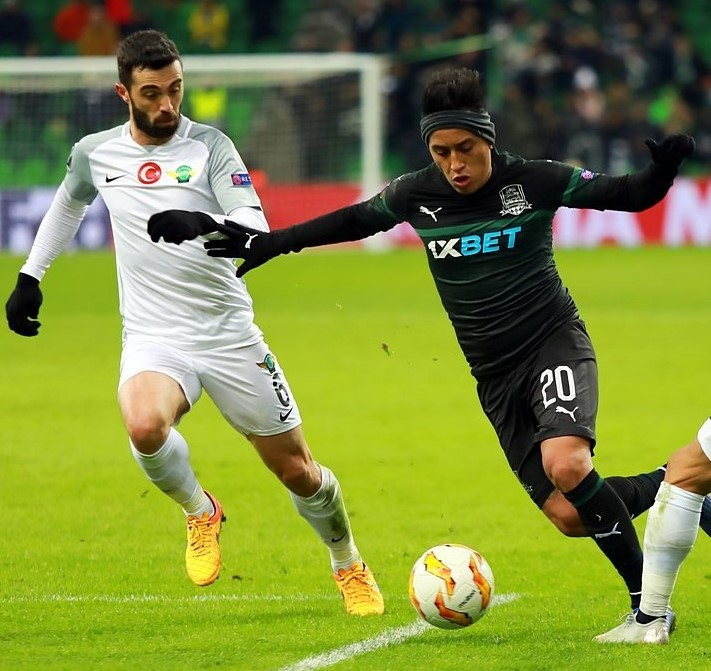
Cueva en un partido por la Europa League ante el Akhisar Belediyespor.

Fue vendido por São Paulo al F. C. Krasnodar ruso por 8 millones de euros. Debutó el 29 de julio de 2018 entrando a los 63 minutos del partido frente al Rubin Kazán por la Premier League de Rusia. Cueva daría su primera asistencia en la victoria frente al Lokomotiv de Moscú. El 21 de septiembre de 2018 Cueva haría su debut en la Europa League ante el Akhisar Belediyespor. El 24 de septiembre de 2018 fue por primera vez titular en la victoria 3 a 0 frente al PFC Krylia Sovetov. Días después el 27 de septiembre de 2018 debutaría en la Copa de Rusia frente al Avangard Kursk donde dio una magistral asistencia de taco. El 5 de diciembre, Cueva anotaría su primer y único gol con el Krasnodar siendo este de un magistral tiro libre en el empate 2 a 2 frente al FK Rostov por los cuartos de final de la Copa de Rusia. El 4 de febrero de 2019 Cueva jugaría su último partido con el equipo siendo titular en la victoria 2 a 0 frente al New England Revolution por un partido de preparación.

### Santos
El 7 de febrero de 2019, Cueva regresó a Brasil después de haber aceptado un acuerdo de préstamo por un año con Santos FC, con la obligación de comprar en un contrato de tres años el 31 de enero de 2020, por un costo estimado de € 6 millones. Cueva haría su debut en la victoria frente al Mirasol por el Campeonato Paulista. Cueva jugaría más partidos por el campeonato en esa temporada con el club brasileño sin anotar ni asistir, teniendo una temporada de bajo rendimiento. El 27 de agosto anotó su primer gol con el Santos en un partido amistoso frente al Gremio Osasco Audax.
En septiembre de 2019, Cueva fue sorprendido peleando en un club nocturno en Santos, y posteriormente fue eliminado de la escuadra del primer equipo. El presidente del Santos, José Carlos Peres, solicitó posteriormente la alineación de Cueva en una entrevista televisiva, que luego fue desestimada por el director de fútbol del club, Paulo Autuori. A pesar de llegar a tiempo para la pretemporada 2020, Cueva dejó Santos a fines de enero, para luego ser encontrado en Argentina; Mientras tanto, Santos intentó negociar sin éxito con el jugador a San Lorenzo. Cueva luego intentó rescindir su contrato con el club a través de la FIFA, luego de alegar salarios impagos; también llegó a un acuerdo con Pachuca. El 14 de febrero de 2020, la FIFA autorizó a Cueva a jugar para el club mexicano, al tiempo que autorizó al Santos a cobrar una tarifa de restitución por su transferencia.

### Pachuca
El 1 de febrero del 2020 llegó por 1 año al Club de Fútbol Pachuca de la Primera División de México. Días antes de su debut oficial, Cueva participaría con la sub-20 del Pachuca frente al Puebla anotando un doblete en la victoria 4 a 1. Christian Cueva debutaría el 19 de febrero en la derrota 5 a 1 frente al Toluca en el duelo de vuelta de los cuartos de final de la Copa MX. Días después, el 29 de febrero debutaría en el empate a un gol frente al Querétaro por la Liga MX. Cueva jugaría su último partido en el equipo mexicano en la derrota 3 a 2 frente al Club Tijuana. Tras jugar seis meses, Cueva dejaría de ser parte del club tras terminar su contrato con el club.

### Yeni Malatyaspor
En agosto del 2020 declinó una oferta de Diego Armando Maradona en el Gimnasia y Esgrima La Plata y fue comprado por el Yeni Malatyaspor de la liga turca, el equipo europeo fichó al jugador por 4 años, concediéndole la dorsal número 10. El 12 de septiembre hizo su debut con el club turco en la derrota 3 a 0 ante el Fatih Karagümrük por la Superliga de Turquía. El 25 de octubre dio su primera asistencia con el club turco en el triunfo de Yeni Malatyaspor por 2-1 ante Genclerbirligi, correspondiente a la sexta jornada de la Superliga de Turquía. El 8 de noviembre jugó su último partido con el club en la victoria 2 a 0 frente al Denizlispor.
A mediados de noviembre, tuvo una disputa con el director técnico lo que concluyó dejándolo de ser incluido en la plantilla del club. A inicios del 2021, el presidente del club Adil Gevrek, confirmó por medios turcos que el peruano no estaba en los planes para esa temporada y que pensó en un traspaso en los primeros días del año. El 17 de enero Cueva rescindiría su contrato definitivamente con el club.

### Al-Fateh
En febrero de 2021, llegó al Al-Fateh S. C. de la liga de Arabia Saudita. Cueva haría su debut oficial en la derrota 4 a 1 frente al Al Ittihad, por la jornada 17 de la Liga Profesional Saudí. Cueva sería partícipe en el empate 2 a 2 contra Al Ain, otorgando una asistencia por la jornada 18 del certamen asiático. En la siguiente jornada, el volante peruano anotaría su primer gol con el club mediante un tiro libre fomentando una victoria por 2 a 1 ante Al-Shabab. El 28 de febrero tendría una participación magistral, anotando y asistiendo en la derrota por 2 a 5 contra el Al-Hilal. Días después, el 5 de marzo otorgó una asistencia en una nueva derrota ante el Abha Club. El 16 de marzo debutaría en la Copa del Rey de Campeones siendo clave con una asistencia en la victoria 2 a 1 ante Al Ittihad por los cuartos de final. El 20 de marzo sería figura marcando un doblete en el triunfo de Al Fateh por 4 a 1 sobre Al Ahli por la jornada 24 de la Liga Profesional Saudí. El 4 de abril sería partícipe con una asistencia en la derrota 3 a 2 ante Al-Taawoun quedando fuera de la Copa del Rey. En el siguiente encuentro por la Liga Profesional Saudí, Cueva anotó y otorgó dos asistencias siendo pieza clave en la victoria por 3 a 2 ante Al-Faisaly. En la siguiente fecha daría una nueva asistencia para la victoria 4 a 3 ante Al-Taawoun. En la siguiente jornada por la Liga Saudí, Cueva anotaría un gol en la derrota 3 a 2 ante Al-Wahda. Días después, el 25 de mayo anotaría mediante un tiro libre en la victoria 3 a 0 contra Al-Qadisiyah. La fecha siguiente tendría una actuación importante, anotando y asistiendo en el empate 2 a 2 contra Al-Raed. Cueva terminaría la temporada entre los 10 futbolistas con más asistencias de la temporada. En enero de 2023, Cueva se desvinculó del club por falta de pagos.

### Alianza Lima
Alianza Lima anunció el regreso de Christian Cueva para la disputa de la Libertadores el 13 de marzo de 2023, fue fichado a préstamo por seis meses de Al-Fateh. El 3 de julio, Cueva se ausentó a los entrenamientos de su club, esto generó una serie de críticas relacionadas con la falta de compromiso del jugador, que tuvo que pedir disculpas mediante un video publicado en su cuenta de Instagram. El 2 de diciembre de 2023, Alianza Lima anunció la finalización del préstamo de Cueva, quien tuvo que regresar al Al-Fateh.

### Cienciano
En febrero, se desvinculó del Al-Fateh y, tras algunos meses sin club, en agosto de 2024, el club Cienciano anunció el fichaje por Christian Cueva. El club lo separó al día siguiente, tras conocerse una denuncia por violencia familiar. Se trató de un hecho insólito en el fútbol peruano, ya que ningún jugador había sido presentado y «despedido» en un solo día. La separación generó opiniones divididas entre los seguidores del club.
Posteriormente, el Centro de la Mujer Peruana Flora Tristán denunció públicamente la posibilidad de que Cueva sea reincorporado. Esta reincorporación se hizo efectiva cuando el jugador regresó al mismo equipo de fútbol. Además, el Cienciano pidió que no se envíen notificaciones legales a sus instalaciones. Durante esa parte del 2024, registró estadísticas de 8 partidos y 1 gol.
En noviembre de 2024, el administrador Sergio Ludeña confirmó que el contrato con el deportista había caducado y señaló que este era «jugador libre». Según el portal Transfermarkt, citado por el diario El Comercio, su cotización se redujo de 5 millones de dólares cuando fue convocado por el Santos de Brasil a 350 000 dólares al finalizar el contrato con el Cienciano.
Sin embargo, en enero de 2025, el mismo administrador confirmó la continuidad del volante renovándosele contrato por toda una temporada más.
Actualmente Cueva es de los mejores jugadores de Cienciano y están haciendo una buena campaña en Sudamericana.

## Selección nacional

### Categorías inferiores y primeros torneos internacionales (2011-2016)
Cueva empezó su carrera a nivel selecciones con la sub-20 de Perú en 2011. Durante su trayectoria con las divisiones menores, Cueva representó a la selección sub-20, sumando 4 partidos internacionales y ningún gol anotado.
Con 19 años, Cueva apareció por primera vez con la división mayor de Perú, en una empate 0 a 0 sobre Japón el 1 de junio del 2011, saliendo como substituto de Willian Chiroque en el entretiempo. Finalmente, fue convocado para la Copa América 2015, celebrada en Chile, y anotó su primer gol en un torneo internacional de selecciones en una derrota 2 a 1 ante Brasil, por fase de grupos. Christian ayudó a su equipo asistiendo para el único gol en la victoria 1 a 0 contra Venezuela, por el segundo partido de la fase de grupos. Después de asistir a Paolo Guerrero en la victoria 3 a 0 ante Bolivia por cuartos de final siendo elegido junto a él en el once ideal de los cuartos de final, Cueva ayudó al equipo a alcanzar con sus asistencias llegar a la semifinal donde perdería 2 a 1 contra Chile, eventuales campeones. Perú jugó el partido por el tercer puesto el 4 de julio del 2015 viendo la victoria con un resultado 2 a 1 contra Paraguay, Cueva ganó con Perú el tercer puesto en la Copa América 2015. Fue incluido en el Equipo del Campeonato, habiendo hecho dos asistencias en adición a su gol en el torneo.

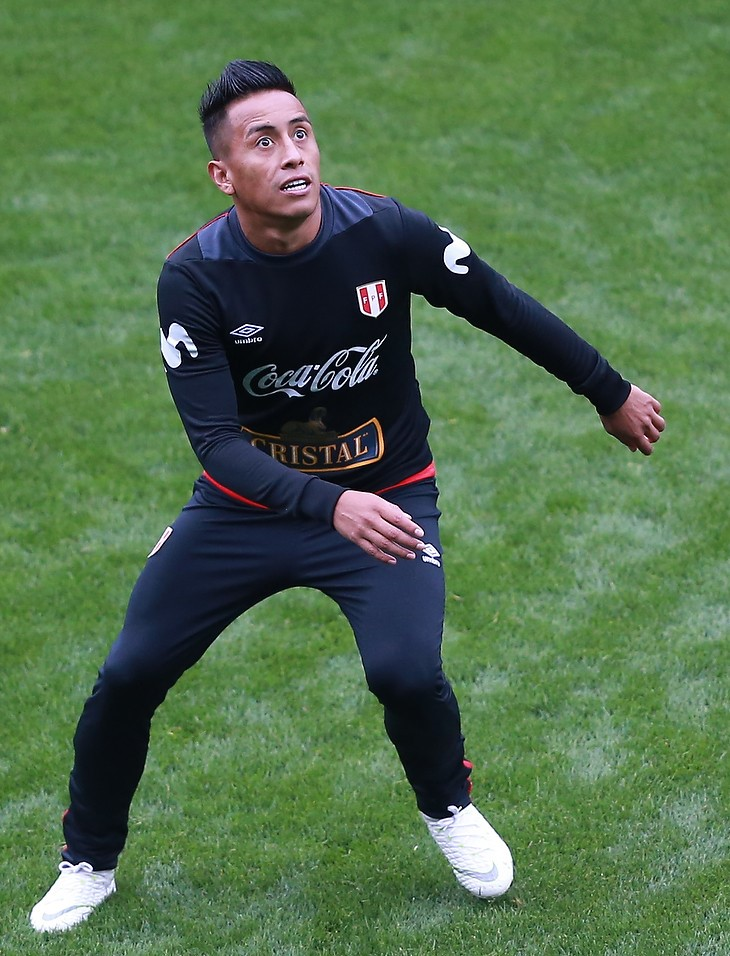
Christian Cueva en 2018.

Cueva fue el tercer máximo goleador de Perú en su grupo de clasificación para el Mundial de Rusia 2018, con cuatro goles anotados. Realizó su debut en eliminatorias en la derrota 2 a 0 contra Colombia el 8 de octubre del 2015. Después de la derrota en Barranquilla se enfrentó ante los vigentes campeones de América en Lima encuentro donde se le amonestaría con la tarjeta roja en la derrota 4 a 3 el 14 de octubre, tras este hecho se perdió el partido frente a Paraguay de local donde su selección vio la victoria con 1-0. Regresaría en la derrota 3 a 0 frente a Brasil. El siguiente encuentro con la selección peruana fue ante Venezuela, en el empate 2 a 2 en Lima, partido en que Perú lo empató al último minuto en una jugada creada por Cueva para el centro de Edison Flores y definida por Raúl Ruidíaz. Tras concluir sus primeros cinco partidos en la clasificación al mundial fue convocado para dos amistosos previos, anotando un gol y asistiendo a Beto da Silva en la victoria 4 a 0 frente a Trinidad y Tobago el 24 de mayo del 2016, tras decisión técnica fue suplente en la victoria 3 a 1 sobre El Salvador.

### Titularidad indiscutible y Mundial (2016-2018)

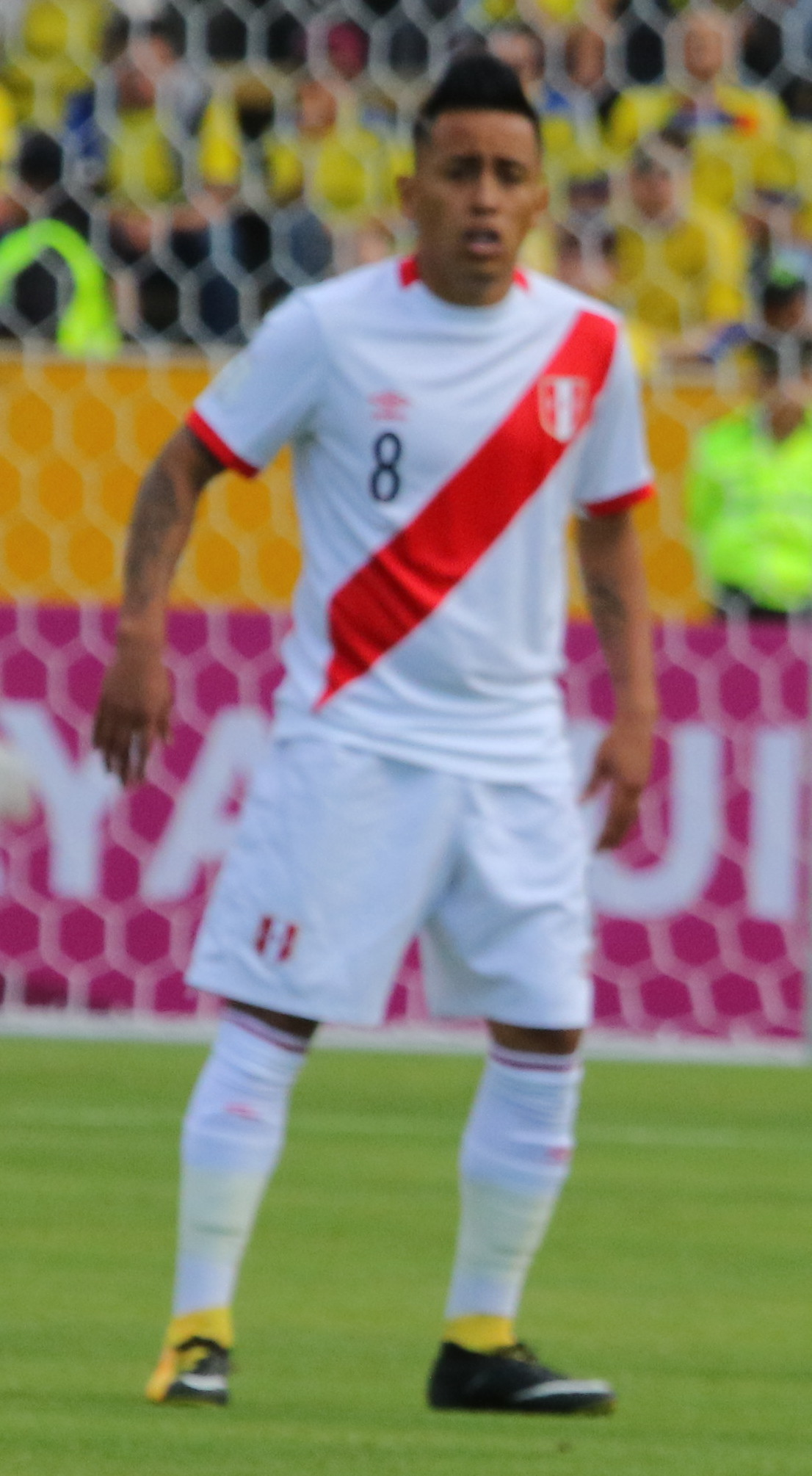
Cueva en un encuentro por eliminatorias Rusia 2018 entre y en Quito.

Para ese año fue convocado para la Copa América Centenario, celebrada en Estados Unidos, haciendo su debut en la victoria 1-0 frente a Haití. Cueva anotó su segundo gol en un torneo internacional de selecciones en el empate 2 a 2 frente a Ecuador. Su siguiente partido fue en la histórica victoria peruana por 1 a 0 ante Brasil en la tercera fecha de la fase de grupos, con gol de Raúl Ruidíaz. Tras este triunfo fue titular en el partido de cuartos de final empatando 0 a 0 y yéndose a la tanda de penaltis, Cueva fallo el último penal y quedaría eliminado en esa fase. Con el final del torneo, volvió a disputar las eliminatorias en la derrota 3 a 0 frente a Bolivia en La Paz; sin embargo, su país se llevaría la victoria después de un fallo de Bolivia en uno de sus jugadores. Cueva anotaría su primer gol en clasificatorias al mundial en la victoria 2 a 1 frente a Ecuador y sería el artificie de la victoria dando una asistencia a Renato Tapia. El 7 de octubre anotaría su segundo gol en la clasificación al mundial, de penal en el empate 2 a 2 frente a Argentina. Cueva tendría una de sus mejores actuaciones en la histórica victoria 4 a 1 sobre Paraguay en Asunción, anotando un gol y asistiendo a Edison Flores, además fue elegido el mejor jugador de la jornada 11 de las Eliminatorias Conmebol rumbo a Rusia 2018 según la FIFA. El 24 de marzo daría una asistencia a André Carrillo en el empate 2 a 2 sobre Venezuela. Fue convocado para dos amistosos previos frente ante Paraguay y Jamaica, ante este último dio una asistencia a Paolo Guerrero en la victoria 3 a 1. De vuelta a las eliminatorias, disputó un gran partido en la victoria 2 a 1 frente a Bolivia en el Estadio Monumental, anotando un gol y siendo incluido en el XI ideal de la fecha 15 de las Eliminatorias Rusia 2018. Cueva fue partícipe de la histórica victoria de 2 a 1 frente a Ecuador, ya que su país nunca ganó un cotejo de clasificación al mundial en Quito. Cueva participó en el último partido de Perú en su clasificación previo al mundial en el empate 1 a 1 frente a Colombia, resultado que los clasificaba a la repesca OFC-Conmebol por la clasificación para la Copa Mundial de Fútbol de 2018 frente a Nueva Zelanda llevándose una victoria global de 2 a 0. Cueva sería partícipe en el partido de vuelta asistiendo a Jefferson Farfán para el primer gol y un tiro de esquina que terminaría en gol de Christian Ramos, clasificando a su país después de 36 años.
Cueva jugó una serie de amistosos previos al Mundial Rusia 2018, el primer amistoso doble frente a Croacia e Islandia en Estados Unidos, ambos con victoria. El 16 de mayo de 2018 el entrenador de la selección peruana, Ricardo Gareca, lo incluyó en la nómina preliminar de 24 jugadores convocados para la Copa Mundial de Fútbol de 2018. En el partido de despedida frente a Escocia el 30 de mayo del 2018 anotaría de penal en la victoria 2 a 0 en el Estadio Nacional. Fue confirmado en la lista definitiva de 23 jugadores el 4 de junio. Con la selección cerca a su debut en la Copa del Mundo disputó dos amistosos uno frente a Arabia Saudita en Austria el 6 de junio, terminando en victoria de 3 a 0 y ante Suecia en Estocolmo el 9 de junio, empatando 0 a 0. Hizo su primer partido mundialista, el 16 de junio de 2018, en el Mordovia Arena frente a Dinamarca, durante el campeonato, fallo un penal en el primer partido de fases de grupos de Perú. Cueva jugó su segundo partido en la derrota 1 a 0 frente a Francia, que fue la eliminación de su selección de la cita mundialista. En el partido de despedida el 26 de junio frente a Australia en Sochi, Cueva asistió a Paolo Guerrero para el último gol anotado de Perú en los mundiales en la victoria 2 a 0.

### Amistosos y subcampeón de América (2018-2019)

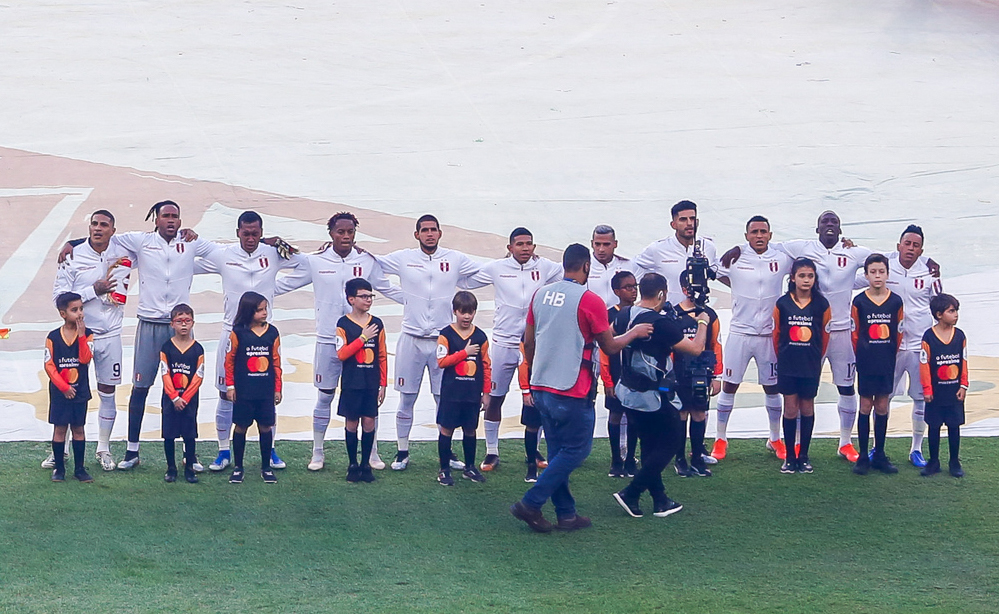
Cueva en el equipo titular en la Final de la Copa América

Tras el fracaso en el Mundial Rusia 2018, Cueva fue convocado para amistosos europeos en septiembre de ese mismo año dando una asistencia en su partido número 50 con la selección a Pedro Aquino en la derrota 2 a 1 ante Países Bajos y otra asistencia a Luis Advíncula en la derrota 2 a 1 frente a Alemania. Formó parte de la victoria 3 a 0 frente a Chile en Miami. En 2019 Christian Cueva fue llamado para jugar amistosos por la fecha FIFA en marzo anotando un soberbio gol frente a Paraguay en la victoria 1 a 0 y jugando en la derrota 2 a 0 ante El Salvador. En junio previo a la Copa América, se jugaron dos amistosos reglamentados a la fecha FIFA anotando el único gol de la victoria 1 a 0 frente a Costa Rica y jugando en la derrota 3 a 0 frente a Colombia en Lima.
Ese año fue convocado para la Copa América 2019, celebrada en Brasil, Cueva fue titular el primer partido en el empate 0 a 0 frente a Venezuela el 15 de junio. Para la siguiente fecha dio una asistencia a Paolo Guerrero en la victoria 3 a 1 sobre Bolivia, con esa asistencia igualó la marca de Roberto Palacios como máximo asistidor de la selección peruana en el siglo XXI. En la última fecha fue testigo de la derrota histórica 5 a 0 frente a los anfitriones, los resultados dieron que Perú pase como mejor tercero. En el partido de los cuartos de los final ante Uruguay, Cueva fue partícipe del empate 0 a 0 y saliendo como substituto de Raúl Ruidíaz finalizando el segundo tiempo, finalmente Perú clasificaría a semifinales tras vencer 5 a 4 en la tanda de penaltis. En las semifinales, fue titular en la victoria 3 a 0 de Perú ante Chile clasificando la blanquirroja a una final 44 años después. Cueva fue titular en el Estadio Maracaná frente a la Canarinha, perdiendo 3 a 1 en la final de la Copa América 2019 y ganando la Copa Bolivia, trofeo entregado al subcampeón de la Copa América. Tras el final de la Copa, Cueva jugó con Perú unos cuatro amistosos de cinco, viendo la única victoria en los amistosos frente a Brasil con un resultado de 1 a 0.

### Partidos oficiales y presente (2020-presente)

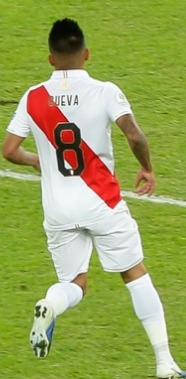
Christian Cueva en un partido con Perú.

Cueva es el máximo goleador de Perú en su grupo de clasificación para el Mundial de Catar 2022, con cinco goles anotados. Realizó su debut en su segunda clasificación a la Copa del Mundo en el empate 2 a 2 frente a Paraguay. Tras cuatro derrotas seguidas, Perú pudo ver la victoria en Quito con un resultado de 2 a 1, Cueva anotó un gol beneficiando la victoria del equipo inca, siendo esta su segunda victoria en eliminatorias justamente en Quito. Tras el último partido, fue convocado a la Copa América 2020, celebrada en Argentina y Colombia; sin embargo, por problemas políticos y de salud, se decidió jugar en Brasil. Cueva participaría en su cuarta Copa América, debutando en la derrota 4 a 0 frente a los anfitriones. Christian ayudó a su equipo asistiendo a Gianluca Lapadula en el empate 2 a 2 contra Ecuador, por el tercer partido de la fase de grupos, tras esta asistencia superó la marca dejada por Roberto Palacios en el siglo XXI. En el último partido de la fase de grupos con victoria 1 a 0 frente a Venezuela, se clasificaría a cuartos de final como segundo del grupo. En los cuartos de final sería titular en el empate 3 a 3 ante Paraguay, Cueva fallo uno de los penales; sin embargo, Perú clasificaría a semifinales tras vencer 4 a 3 en dicha serie. Perú se encontraría nuevamente con Brasil en semifinales perdiendo 1 a 0 y teniendo que jugar la definición por el tercer puesto. En el partido por el tercer puesto se cruzó nuevamente con Colombia, Cueva asistiría para el primer gol del partido; sin embargo, terminaría en derrota 3 a 2, obteniendo así el cuarto lugar.
Con el final del torneo, volvió a disputar las eliminatorias en el empate 1 a 1 frente a Uruguay en Lima. Cueva anotaría su quinto gol en clasificatorias al mundial y la segunda de esta edición en la victoria 1 a 0 frente a Venezuela. Cueva fue convocado para una fecha triple, anotando un gol en el llamado clásico del pacífico donde derrotaron a los chilenos 2 a 0 en Lima, tras el partido Cueva formó parte del equipo ideal de la fecha. Luego vendrían dos derrotas seguidas frente a Bolivia y Argentina de visita. Christian sería llamado para la última fecha doble del año, anotando un gol de cabeza en la victoria 3 a 0 frente a Bolivia, tras este gol se convirtió en el segundo jugador en marcar en tres partidos seguidos de eliminatorias como local, igualando el registro establecido por Roberto Palacios entre 1996 y 1997. El 16 de noviembre anotó un gol de tiro libre en la victoria 2 a 1 frente a Venezuela, dejando a Perú en zona de repechaje, además con su gol fomento una victoria después de veinticuatro años por eliminatorias en Caracas. Cueva formó parte del once ideal de esa jornada. El 28 de enero derrotarían a Colombia en un partido histórico en Barranquilla por un resultado de 1 a 0, escalando hasta el cuarto lugar y en zona de clasificación directa. Cueva sería convocado para jugar las últimas fechas de clasificatorias siendo artificie en la victoria frente a Paraguay, clasificando a su país a la Repesca Conmebol-AFC por la Clasificación al Mundial Catar 2022.

### Participaciones en Copas del Mundo
| Torneo            | Sede  | Resultado      | Partidos | Goles | Asist. |
| ----------------- | ----- | -------------- | -------- | ----- | ------ |
| Copa Mundial 2018 | Rusia | Fase de grupos | 3        | 0     | 1      |

### Participaciones en Copas América
| Torneo                       | Sede           | Resultado        | Partidos | Goles | Asist. |
| ---------------------------- | -------------- | ---------------- | -------- | ----- | ------ |
| Copa América 2015            | Chile          | Tercer lugar     | 6        | 1     | 1      |
| Copa América Centenario 2016 | Estados Unidos | Cuartos de final | 4        | 1     | 0      |
| Copa América 2019            | Brasil         | Subcampeón       | 6        | 0     | 1      |
| Copa América 2021            | Brasil         | Cuarto Lugar     | 7        | 0     | 2      |
| Copa América 2024            | Estados Unidos | Fase de grupos   | 2        | 0     | 0      |
| Total                        | Total          | Total            | 25       | 2     | 4      |

### Participaciones en Clasificatorias a Copas del Mundo
| Eliminatorias                 | Sede       | Selección | Resultado | Partidos | Goles | Asist. | Prom. |
| ----------------------------- | ---------- | --------- | --------- | -------- | ----- | ------ | ----- |
| Eliminatorias Mundial de 2014 | Sudamérica | Perú      | 7.º lugar | 2        | 0     | 0      | 0     |
| Eliminatorias Mundial de 2018 | Sudamérica | Perú      | 5.º lugar | 16       | 4     | 3      | 0,25  |
| Eliminatorias Mundial de 2022 | Sudamérica | Perú      | 5.º lugar | 17       | 5     | 2      | 0,38  |
| Total                         | Total      | Total     | Total     | 35       | 9     | 5      | 0,26  |

## Estadísticas

### Clubes
Datos actualizados hasta el 17 de agosto de 2025.
| Universidad de San Martín · Perú | 1.ª           | 2008          | 18  | 2  | 2  | Inexistente | Inexistente | Inexistente | —           | —           | —           | 0           | 0           | 0           | 18  | 2  | 8  | 0.11 |
| Universidad de San Martín · Perú | 1.ª           | 2009          | 16  | 3  | 0  | Inexistente | Inexistente | Inexistente | —           | —           | —           | 0           | 0           | 0           | 16  | 3  | 0  | 0.19 |
| Universidad de San Martín · Perú | 1.ª           | 2010          | 37  | 5  | 6  | Inexistente | Inexistente | Inexistente | —           | —           | —           | 3           | 0           | 1           | 40  | 5  | 7  | 0.13 |
| Universidad de San Martín · Perú | 1.ª           | 2011          | 26  | 4  | 2  | Inexistente | Inexistente | Inexistente | 0           | 0           | 0           | 5           | 0           | 0           | 31  | 4  | 2  | 0.13 |
| Universidad de San Martín · Perú | 1.ª           | 2012          | 24  | 5  | 7  | Inexistente | Inexistente | Inexistente | —           | —           | —           | 1           | 0           | 0           | 25  | 5  | 7  | 0.2  |
| Universidad de San Martín · Perú | Total club    | Total club    | 121 | 19 | 17 | 0           | 0           | 0           | 0           | 0           | 0           | 9           | 0           | 1           | 130 | 19 | 18 | 0.15 |
| Universidad César Vallejo · Perú | 1.ª           | 2012          | 5   | 0  | 1  | Inexistente | Inexistente | Inexistente | —           | —           | —           | —           | —           | —           | 5   | 0  | 1  | 0    |
| Universidad César Vallejo · Perú | Total club    | Total club    | 5   | 0  | 1  | 0           | 0           | 0           | 0           | 0           | 0           | 0           | 0           | 0           | 5   | 0  | 1  | 0    |
| Unión Española · Chile | 1.ª           | 2013          | 16  | 0  | 1  | Inexistente | Inexistente | Inexistente | 1           | 0           | 0           | —           | —           | —           | 17  | 0  | 1  | 0    |
| Unión Española · Chile | Total club    | Total club    | 16  | 0  | 1  | 0           | 0           | 0           | 1           | 0           | 0           | 0           | 0           | 0           | 17  | 0  | 1  | 0    |
| Rayo Vallecano · España | 1.ª           | 2013-14       | 1   | 0  | 0  | Inexistente | Inexistente | Inexistente | 1           | 0           | 0           | —           | —           | —           | 2   | 0  | 0  | 0    |
| Rayo Vallecano · España | Total club    | Total club    | 1   | 0  | 0  | 0           | 0           | 0           | 1           | 0           | 0           | 0           | 0           | 0           | 2   | 0  | 0  | 0    |
| Rayo Vallecano B · España | 4.ª           | 2013-14       | 11  | 5  | ?  | Inexistente | Inexistente | Inexistente | —           | —           | —           | —           | —           | —           | 11  | 5  | ?  | 0.45 |
| Rayo Vallecano B · España | Total club    | Total club    | 11  | 5  | ?  | 0           | 0           | 0           | 0           | 0           | 0           | 0           | 0           | 0           | 11  | 5  | ?  | 0.45 |
| Alianza Lima · Perú | 1.ª           | 2014          | 15  | 3  | 5  | Inexistente | Inexistente | Inexistente | —           | —           | —           | —           | —           | —           | 15  | 3  | 5  | 0.2  |
| Alianza Lima · Perú | 1.ª           | 2015          | 4   | 0  | 1  | Inexistente | Inexistente | Inexistente | 10          | 6           | 5           | 2           | 0           | 0           | 16  | 6  | 6  | 0.38 |
| Deportivo Toluca F. C. · México | 1.ª           | 2015-16       | 36  | 4  | 5  | Inexistente | Inexistente | Inexistente | 6           | 2           | 1           | 7           | 0           | 1           | 49  | 6  | 7  | 0.12 |
| Deportivo Toluca F. C. · México | Total club    | Total club    | 36  | 4  | 5  | 0           | 0           | 0           | 6           | 2           | 1           | 7           | 0           | 1           | 49  | 6  | 7  | 0.12 |
| São Paulo · Brasil | 1.ª           | 2016          | 24  | 7  | 3  | —           | —           | —           | 2           | 0           | 1           | —           | —           | —           | 26  | 7  | 4  | 0.27 |
| São Paulo · Brasil | 1.ª           | 2017          | 28  | 2  | 7  | 9           | 5           | 2           | 5           | 2           | 1           | 1           | 0           | 0           | 45  | 9  | 10 | 0.12 |
| São Paulo · Brasil | 1.ª           | 2018          | 3   | 0  | 2  | 9           | 2           | 2           | 5           | 1           | 0           | 1           | 0           | 0           | 18  | 3  | 4  | 0.17 |
| São Paulo · Brasil | Total club    | Total club    | 55  | 9  | 12 | 9           | 2           | 2           | 12          | 3           | 2           | 2           | 0           | 0           | 78  | 19 | 18 | 0.18 |
| F. C. Krasnodar · Rusia | 1.ª           | 2018-19       | 15  | 0  | 1  | Inexistente | Inexistente | Inexistente | 2           | 1           | 0           | 6           | 0           | 0           | 23  | 1  | 1  | 0.04 |
| F. C. Krasnodar · Rusia | Total club    | Total club    | 15  | 0  | 1  | 0           | 0           | 0           | 2           | 1           | 0           | 6           | 0           | 0           | 23  | 1  | 1  | 0.04 |
| Santos F. C. · Brasil | 1.ª           | 2019          | 5   | 0  | 0  | 7           | 0           | 1           | 3           | 0           | 0           | 0           | 0           | 0           | 15  | 0  | 1  | 0    |
| Santos F. C. · Brasil | Total club    | Total club    | 5   | 0  | 0  | 7           | 0           | 1           | 3           | 0           | 0           | 0           | 0           | 0           | 15  | 0  | 1  | 0    |
| C. F. Pachuca · México | 1.ª           | 2020          | 4   | 2  | 0  | Inexistente | Inexistente | Inexistente | 1           | 0           | 0           | 0           | 0           | 0           | 5   | 2  | 0  | 0.4  |
| C. F. Pachuca · México | Total club    | Total club    | 4   | 2  | 0  | 0           | 0           | 0           | 1           | 0           | 0           | 0           | 0           | 0           | 5   | 2  | 0  | 0.4  |
| Yeni Malatyaspor Turquía | 1.ª           | 2020-21       | 8   | 0  | 1  | Inexistente | Inexistente | Inexistente | 0           | 0           | 0           | 0           | 0           | 0           | 8   | 0  | 1  | 0    |
| Yeni Malatyaspor Turquía | Total club    | Total club    | 8   | 0  | 1  | 0           | 0           | 0           | 0           | 0           | 0           | 0           | 0           | 0           | 8   | 0  | 1  | 0    |
| Al-Fateh Arabia Saudita | 1.ª           | 2020-21       | 15  | 8  | 7  | Inexistente | Inexistente | Inexistente | 2           | 0           | 1           | —           | —           | —           | 17  | 8  | 8  | 0.47 |
| Al-Fateh Arabia Saudita | 1.ª           | 2021-22       | 24  | 8  | 5  | Inexistente | Inexistente | Inexistente | 1           | 0           | 0           | —           | —           | —           | 25  | 8  | 5  | 0.32 |
| Al-Fateh Arabia Saudita | 1.ª           | 2022-23       | 9   | 0  | 3  | Inexistente | Inexistente | Inexistente | 0           | 0           | 0           | —           | —           | —           | 9   | 0  | 3  | 0    |
| Al-Fateh Arabia Saudita | Total club    | Total club    | 48  | 16 | 15 | 0           | 0           | 0           | 3           | 0           | 1           | 0           | 0           | 0           | 51  | 16 | 16 | 0.31 |
| Alianza Lima · Perú | 1.ª           | 2023          | 22  | 0  | 1  | Inexistente | Inexistente | Inexistente | —           | —           | —           | 5           | 0           | 0           | 27  | 0  | 1  | 0    |
| Alianza Lima · Perú | Total club    | Total club    | 41  | 3  | 7  | 0           | 0           | 0           | 10          | 6           | 5           | 7           | 0           | 0           | 58  | 9  | 12 | 0.16 |
| Cienciano · Perú | 1.ª           | 2024          | 8   | 1  | 0  | Inexistente | Inexistente | Inexistente | Inexistente | Inexistente | Inexistente | 0           | 0           | 0           | 8   | 1  | 0  | 0.13 |
| Cienciano · Perú | 1.ª           | 2025          | 10  | 5  | 2  | Inexistente | Inexistente | Inexistente | Inexistente | Inexistente | Inexistente | 5           | 1           | 2           | 15  | 6  | 1  | 0.33 |
| Cienciano · Perú | Total club    | Total club    | 18  | 6  | 2  | 0           | 0           | 0           | 0           | 0           | 0           | 5           | 1           | 2           | 23  | 7  | 1  | 0.30 |
| Emelec · Ecuador | 1.ª           | 2025          | 8   | 2  | 2  | Inexistente | Inexistente | Inexistente | 1           | 0           | 0           | Inexistente | Inexistente | Inexistente | 9   | 2  | 2  | 0.22 |
| Emelec · Ecuador | Total club    | Total club    | 8   | 2  | 2  | 0           | 0           | 0           | 1           | 0           | 0           | 0           | 0           | 0           | 9   | 2  | 2  | 0.22 |
| Total carrera | Total carrera | Total carrera | 392 | 66 | 64 | 16          | 2           | 3           | 40          | 12          | 9           | 36          | 1           | 4           | 520 | 81 | 50 | 0.16 |
| (1)Incluye datos de Campeonato Paulista. (2)Incluye datos de Copa Ecuador, Copa Chile, Copa del Rey, Copa Inca, Copa México y Copa de Brasil. (3)Incluye datos de Copa Sudamericana y Copa Libertadores. |               |               |     |    |    |             |             |             |             |             |             |             |             |             |     |    |    |      |

## Palmarés

### Campeonatos nacionales
| Título                    | Club                      | País  | Año  |
| ------------------------- | ------------------------- | ----- | ---- |
| Torneo Clausura           | Universidad de San Martín | Perú  | 2008 |
| Primera División del Perú | Universidad de San Martín | Perú  | 2008 |
| Primera División del Perú | Universidad de San Martín | Perú  | 2010 |
| Primera División de Chile | Unión Española            | Chile | 2013 |
| Torneo Apertura           | Alianza Lima              | Perú  | 2023 |

### Distinciones individuales
| Distinción | Año  |
| --- | ---- |
| Incluido en el XI ideal del Campeonato Descentralizado 2010                                                                     | 2010 |
| Máximo goleador del Torneo del Inca                                                                                             | 2015 |
| Incluido en el Equipo Ideal de los Cuartos de Final de la Copa América                                                          | 2015 |
| Incluido en el Equipo Ideal de la Copa América según la Conmebol                                                                | 2015 |
| Incluido en el XI ideal de la fecha 11 en la Liga MX                                                                            | 2015 |
| Elegido el mejor jugador de la jornada 11 de las Clasificación de Conmebol para la Copa Mundial de Fútbol de 2018 según la FIFA | 2016 |
| Incluido en el Equipo Ideal del Campeonato Paulista                                                                             | 2017 |
| Mejor mediocampista del Campeonato Paulista                                                                                     | 2017 |
| Elegido el mejor jugador de la fecha 24 del Brasileirao                                                                         | 2017 |
| Hijo Ilustre de la ciudad de Trujillo                                                                                           | 2017 |
| Incluido dentro del XI ideal de extranjeros en el Brasileirão                                                                   | 2017 |
| Incluido en el XI ideal de la fecha 15 de las Eliminatorias Rusia 2018                                                          | 2017 |
| Incluido en el once ideal de latinoamericanos en ligas del resto del mundo                                                      | 2021 |
| Incluido en el XI ideal de la fecha 15 de las Eliminatorias Catar 2022                                                          | 2022 |

## Condecoraciones
| Distinción              | Año  |
| ----------------------- | ---- |
| Embajador de Huamachuco | 2017 |

## Vida personal
Christian Cueva estuvo casado con Pamela López y tuvo tres hijos.
En 2024, Cueva fue denunciado por López por violencia familiar y, tras dicha denuncia, el Club Cienciano lo separó. El abogado José Luis Noriega señaló que la denuncia impediría a Cueva participar en partidos de fútbol internacionales.  Mientras se hacía pública la denuncia, la psicóloga Karina Ruiz advirtió para el diario La República que usuarios de redes sociales hombres desvirtuaron la denuncia de López señalando que ella también lo agredía.  Meses después, el Octavo Juzgado Especializado de Familia de Lima ordenó que Cueva y López recibiera medidas de protección preventivas y de rehabilitación por actos de violencia física y psicológica. Además, el juzgado ordenó que López no aireara aspectos de la intimidad de Cueva en público.
La vida personal de Christian Cueva acaparó mucha atención de los medios de comunicación. La periodista Patricia Salinas señaló que el escándalo legal se popularizó en programas de espectáculos y se comentó hasta la saciedad. En una ocasión, Cueva acusó a la presentadora de Amor y fuego, Gigi Mitre, de no preguntarle sobre «las cosas como son». Después, acudió a una reportera de América hoy para recriminar a los integrantes del programa y amenazarles con acciones legales.
El 31 de octubre de 2024, oficializó su relación sentimental con la cantante de cumbia Pamela Franco. Juntos interpretaron «El cervecero», un tema musical popular que el autor José María Yzazaga Quispe denunció por no respetar sus derechos de autor. Posteriormente, el 31 de diciembre de ese año, debutó públicamente como cantante en la Plaza de Acho. Los productores discográficos Alejandro Cuya y Martín Flores afirmaron que, a pesar de su poca experiencia en el mundo de la música, Cueva recibió el respaldo de su público gracias a su tono cálido y su conexión emocional en sus presentaciones.